# Ich habe es dir nie erzählt
Ich habe es dir nie erzählt ist ein deutscher Fernsehfilm aus dem Jahr 2011. Das Filmdrama wurde erstmals am 26. September 2011 im ZDF ausgestrahlt. Dabei sahen ihn 4,3 Millionen Zuschauer, was einem Marktanteil von 13,8 Prozent entsprach.

## Handlung
Die geschiedene und alleinerziehende Gerichtsvollzieherin Carla Schön hat so manche Probleme mit ihrer pubertierenden Tochter Eva. Allerdings kann sie diese Probleme nicht gebrauchen, denn in ihrem Alltag muss sie funktionieren. Selbst in ihrem Hobby, dem Orchesterspiel, ist sie absolut angespannt. Doch dann lernt sie den Musiker Andi Jannings kennen und verliebt sich in ihn. Er ist trockener Alkoholiker und liegt im Dauerstreit mit seiner Ex-Frau. Erschwerend kommt hinzu, dass er auch Hausmeister an Evas Schule ist. Hin- und hergerissen zwischen ihrer neuen Liebe und Tochter muss Carla bald feststellen, dass ihr nächster Job mit Andi zu tun hat. Er hat Geldprobleme und dementsprechend seine Unterhaltszahlungen an seine Ex-Frau nicht geleistet.

## Kritiken
„(Fernseh-)Liebesfilm um die Ängste und Widersprüche von Menschen, die ihr Gefühlsleben nur schwer mit den Anforderungen des Alltags in Einklang bringen. Dass die konstruierte Handlung, die recht erzwungen in einem visuell attraktiven Ambiente spielt, nicht ins Prätentiöse abgleitet, liegt an den vorzüglichen Hauptdarstellern.“

„Was den Film sehenswert macht, sind seine von Regisseur Johannes Fabrick mit lässiger Routine geführten Schauspieler. Der Film ist bis in die kleinsten Nebenrollen hervorragend besetzt. Mit Darstellern, die die Klaviatur der Zwischentöne schätzen und beherrschen.“

„Zum Glück wird das Frauenporträt, das als leichte, seichte TV-Problemromanze mit 'nem Hauch Humor beginnt, zunehmend dramatischer. Am Ende wird es fast erwachsen.“

„Das Drehbuch der Dokumentarfilmerin Britta Stöckle hält [...] einige harte Sätze für die Protagonistin bereit. […] Der Film will aber mehr als nur spielen - tatsächlich lotet er im Folgenden ganz gut aus, wie zwei bereits geschiedene Menschen, die beide so manche Verletzung davongetragen haben, sich schrittweise einander annähern [...] Das Ganze mausert sich dann [...] zu einem veritablen Drama.“

„Entstanden ist ein Film, der von der Liebe zweier Menschen erzählt, ohne auch nur ein einziges Mal in Kitsch abzurutschen. Ein harter Stoff, von dem man sagen kann, dass er - im besten Sinne - aus dem Leben gegriffen ist.“

## Hintergrund
Ursprünglich war die Geschichte als eine Mischung aus Drama und Musical angelegt. Um über das Berufsumfeld von Gerichtsvollziehern zu schreiben, setzte sich Stöckle mit einer Münchener Gerichtsvollzieherin zusammen.